# Wongi-Nationalpark
Der Wongi-Nationalpark (englisch Wongi National Park) ist ein 102 Quadratkilometer großer Nationalpark in Queensland, Australien.

## Lage
Er liegt in der Region Wide Bay-Burnett und befindet sich 230 Kilometer nördlich von Brisbane und 70 Kilometer südlich von Bundaberg. Zu erreichen ist der Park über die Verbindungsstraße zwischen Maryborough und Biggenden, von der man auf etwa halbem Weg bei Aramara nach Norden abbiegt. Im Park gibt es keine Besuchereinrichtungen.
In der Nachbarschaft liegen der Woocoo-, Woowoonga-, Fairlies-Knob- und der Mount-Walsh-Nationalpark.

## Flora
Die vorherrschende Landschaftsform sind sanfte Hügel bis zu 300 m über dem Meeresspiegel, bewachsen mit offenen Eukalyptuswäldern und einem Heideunterbau. Der gleichnamige Wongi State Forest schließt im Osten an.